# Фејсал I од Ирака
Фејсал I од Ирака (Fayṣal ibn Ḥusayn; 20. мај 1885 — Берн, 8. септембар 1933) је био први краљ Ирака (1921—1933) и кратко време је био краљ Велике Сирије (1920). Члан је хашемитске династије.

## Први светски рат
Рођен је у Таифи у данашњој Саудијској Арабији 1883, као трећи син великога шерифа Меке Хусеина бин Алија. Био је изабран 1913. као представник Џеде у Отоманској скупштини. Током 1916. док је био на мисији у Константинопољу посетио је два пута Дамаск. Придружио се групи арапских националиста. Отац му је постао краљ Хиџаза. Током Првога светскога рата један је од вођа Арапске побуне. Помагао је савезницима да заузму Трансјорданију и да освоје Дамаск, где је Фејсал 1918. постао члан нове арапске владе.

## После Првог светскога рата
Предводио је арапску делегацију на Париској мировној конференцији 1919. и на конференцији се залагао за успостављање арапских емирата на подручју које је раније припадало Османском царству.
Са председником Светске ционистичке организације и будућим првим председником Израела Хаимом Вајцманом потписао је 3. јануара 1919. Фејсал-Вајцманов споразум, којим је Фајсал условно прихватио Балфорову декларацију. Услов је био да се испуне обећања о независности Арапа, која је Британија дала Арапима током рата.

## Краљ
Сиријски национални конгрес га је 7. марта 1920. прогласио краљем Велике Сирије. Али већ у априлу 1920. одржана је конференција у Санрему, која је Француској дала мандат за Сирију. Због тога је дошло до битке код Мајсалуна 24. јула 1920. године. Французи су протерали Фејсала из Сирије, па је наставио да живи у Великој Британији.
Британска влада је добила мандат да управља Ираком. Међутим у Ираку су избили велики немири. Британци су одлучили да одустану од директног управљања Ираком, да створе монархију, али да и даље задрже мандат над Ираком. Након плебисцита, на којем је добио 96% гласова Фајсал је постао краљ Ирака августа 1921. године. Има велике заслуге што је Ирак постао потпуно независан 1932. године.
Умро је од инфаркта 8. септембра 1933. у Берну у Швајцарској. Наследио га је син Гази од Ирака.